# 珊瑚岛

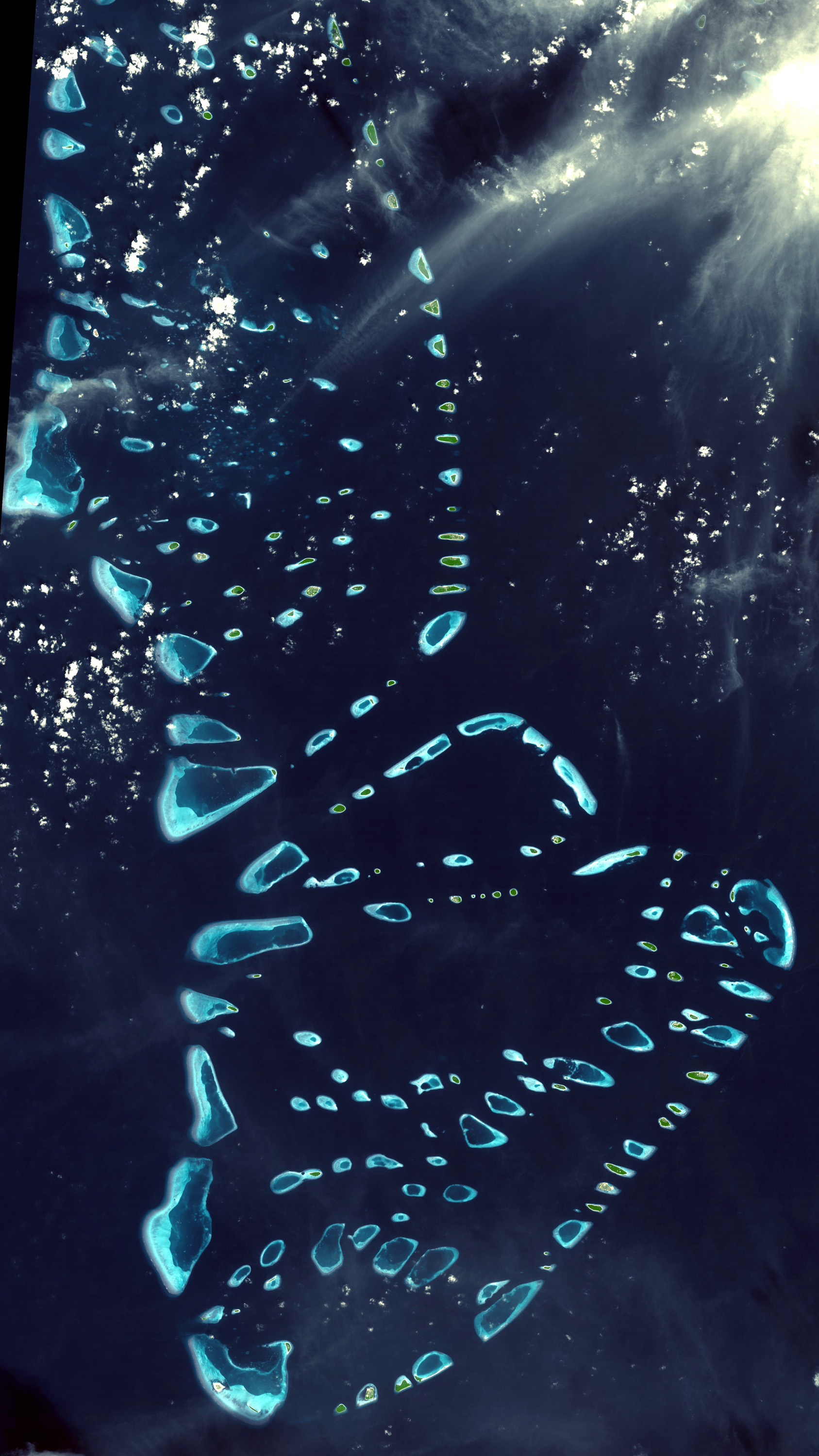
马尔代夫群岛大部分岛屿和礁石都是环礁（一圈珊瑚岛）

珊瑚岛是海中的珊瑚虫遗骸堆筑的岛屿。一般分布在热带海洋中，一般与大陆的构造、岩性、地质演化历史没有关系，因此珊瑚岛和火山岛一起被统称为大洋岛。
世界著名的珊瑚群岛有：
- 大堡礁（澳大利亚）
- 马尔代夫群岛
- 马绍尔群岛
- 加罗林群岛
- 南沙群岛
- 西沙群岛
- 东沙群岛
- 中沙群岛
- 拉利克礁链（马绍尔群岛）
- 圖瓦盧群岛
- 拉克沙群岛（印度）